# Gonodonta maria
Gonodonta maria là một loài bướm đêm trong họ Noctuidae.